# 엘리체
엘리체(이탈리아어: Elice)는 이탈리아 아브루초주 페스카라도에 위치한 코무네다.